# Storia del Nepal
Questo articolo tratta la storia del Nepal dall'antichità fino ai giorni nostri.

## Storia antica

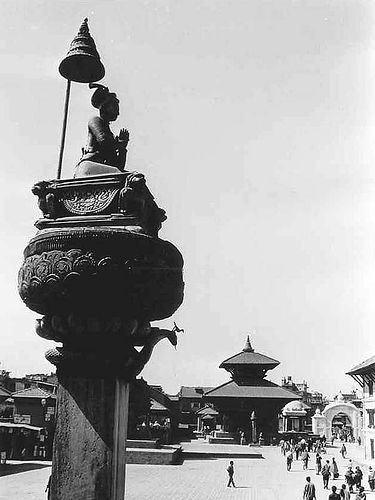
Monumenti di epoca Malla a Bhaktapur (XIII-XVIII sec.)

La storia antica del Nepal non presenta documenti storiografici largamente attendibili, e si perde nella leggenda. Si narra che in tempi remoti la valle di Katmandu fosse un lago, e il bodhisattva Mañjuśrī fendendo il terreno con un colpo di spada creò la gola di Chobar, facendo così defluire le acque.
Intorno all'ottavo secolo a.C. i Kirati (o Kiranti) furono i primi abitanti della valle a darsi un'embrionale organizzazione sociale. Nel VI secolo a.C., secondo la cronologia tradizionale, nacque Siddharta Gautama (il Buddha storico) vicino a Lumbini, città situata nella parte meridionale del paese ai confini con l'India: l'avvenimento è testimoniato da una colonna commemorativa fatta qui erigere nel II secolo a.C. dall'imperatore buddhista indiano Ashoka della dinastia Maurya.
Nel IV secolo d.C. il territorio fu invaso dai Lichhavi, che introdussero l'Induismo e il relativo sistema sociale (Muluki Ain), unitamente alla suddivisione della popolazione in caste.
Dal IX al XII secolo i Thakuri ebbero la supremazia sulle altre etnie, seguiti nel XIII secolo dai Malla. A quel tempo il Nepal non era un regno unito, ma un insieme di stati costantemente in guerra fra loro. Nella stessa valle di Katmandu vi erano alcune città-stato indipendenti, ciascuna con il proprio sovrano. Spesso i governanti delle singole città erano legati da vincoli di parentela, ma all'occasione non esitavano a dichiararsi reciprocamente guerra. I Malla furono grandi mecenati: la maggioranza delle vestigia storiche e artistiche del paese (in particolare nella valle di Katmandu) risale a quel periodo.
I primi contatti fra il popolo del Nepal e gli europei ebbero luogo nel corso del periodo degli ultimi Malla. I gesuiti portoghesi João Cabral ed Estêvão Cacella visitarono Lhasa nel 1628.

## L'unificazione
L'unità politica nepalese è un fatto relativamente recente: verso il XVIII secolo, al declino della stirpe dei Malla, si assistette all'affermazione della Dinastia Shah, famiglia regnante fino al 2007, anno dell'abolizione della monarchia. Costoro, a partire dal regno di Gorkha, sottomisero progressivamente gli altri regni locali finché, durante la festa dell'Indra Jatra del 1768, Prithvi Narayan Shah conquistò con il suo esercito Katmandu e fu incoronato primo re del Nepal unificato.
Gli Shah non dimostrarono grande interesse verso l'arte, e rispetto al periodo precedente non apportarono in questo campo importanti contributi, preferendo dedicarsi più che altro al consolidamento del potere politico, all'espansionismo territoriale e alle lotte fratricide.
Le direttrici d'espansione del Nepal comprendevano anche il Tibet: quando quest'ultimo venne attaccato vi fu un intervento cinese che sconfisse l'esercito nepalese e impose il pagamento di un tributo all'imperatore della Cina.
Le tensioni con l'India britannica sfociarono nella guerra anglo-nepalese (1815-1816) ove il Nepal subì una grave disfatta. Il trattato di Sugauli prevedeva la cessione di parte del Terai e del Sikkim alla Compagnia britannica delle Indie orientali in cambio della conservazione dell'autonomia.

## Il governo dei Rana

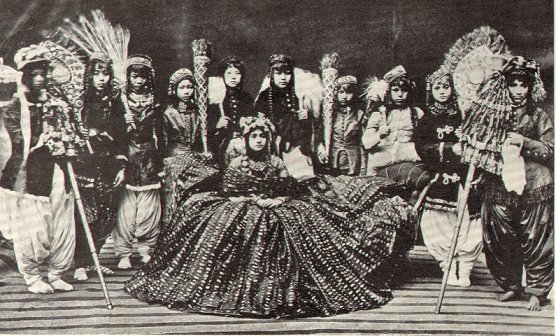
La regina del Nepal circondata dalla sua corte, 1920

Nella notte del 14 settembre 1846 ebbe luogo un evento che avrebbe influenzato la vita politica del paese per oltre un secolo. Un ufficiale dell'esercito, Jang Bahadur Kunwar, fece assassinare a tradimento numerosi membri della Corte e dell'esercito mentre erano radunati nel cortile di Kot. Grazie a questo espediente, alla sua scaltrezza, nonché alla debolezza del re Rajendra, riuscì ad accentrare su di sé il potere, riuscendo a farsi nominare Maharaja dal sovrano, con garanzia di trasmissione del titolo ai suoi discendenti. Si creò così una diarchia nella quale il monarca era esautorato di ogni potere, mentre il governo era in mano alla famiglia Rana (il nuovo e prestigioso cognome adottato da Jang Bahadur).
Il periodo dei Rana presenta, oltre alle ombre, anche le luci: essi abolirono la schiavitù e il sati, l'usanza indù di gettare la vedova (viva) sulla pira funeraria del marito. Furono i primi a confrontarsi con i costumi europei, e sotto il loro governo venne introdotta l'architettura neoclassica a Katmandu. A loro si devono i primi tentativi di modernizzazione del Paese.
I Rana erano pro-britannici e aiutarono gli inglesi durante la Rivolta dei Sepoy e poi durante le due guerre mondiali. Londra difese inoltre l'indipendenza nepalese davanti alle pretese dell'Impero Cinese all'inizio del Novecento.

## Restaurazione della monarchia

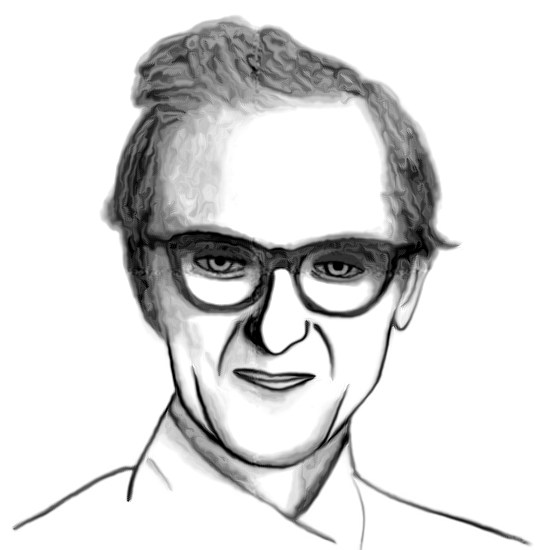
B.P. Koirala è stato il primo capo del governo eletto dal popolo (1959)

Una svolta si ebbe solo nel 1947 con la fondazione del Partito del Congresso Nepalese ad opera di Bishweshwar Prasad Koirala, su ispirazione del Partito del Congresso Indiano. Grazie a questa nuova forza politica, coadiuvata dal governo indiano, re Tribhuvan riuscì a fuggire in esilio in India. Come reazione i Rana insediarono suo nipote Gyanendra, che allora era un bambino di soli tre anni. Tribhuvan ritornò dall'esilio nel gennaio del 1951 e fu riconosciuto a furor di popolo come legittimo regnante. L'ultimo primo ministro ereditario, Mohan Shamsher, rassegnò le dimissioni il 12 novembre 1951.
Nel 1955 Tribhuvan morì, e la corona passò al figlio Mahendra. Costui indisse le prime elezioni della storia del paese, che si tennero nel 1959. Furono vinte dal Partito del Congresso Nepalese, e Bishweshwar Prasad Koirala assunse la carica di primo ministro. Già nel 1962 il re dichiarò la messa al bando dei partiti politici e decise di reinstaurare l'antico sistema indiano dei panchayat, basato sulle assemblee locali. Questo sistema rappresentativo dalla struttura piramidale rimase in vigore fino al 1991 e risultava essere completamente apartitico.
Nel 1972, a Mahendra successe il figlio Birendra, che non volle mutare l'assetto istituzionale del paese. Dopo l'inasprirsi della violenza e della protesta popolare fu costretto a indire, nel 1981, un referendum sul sistema politico in vigore: una debole maggioranza si espresse ancora per il mantenimento dei panchayat.

## Il Regno del Nepal dal 1990 al 2008

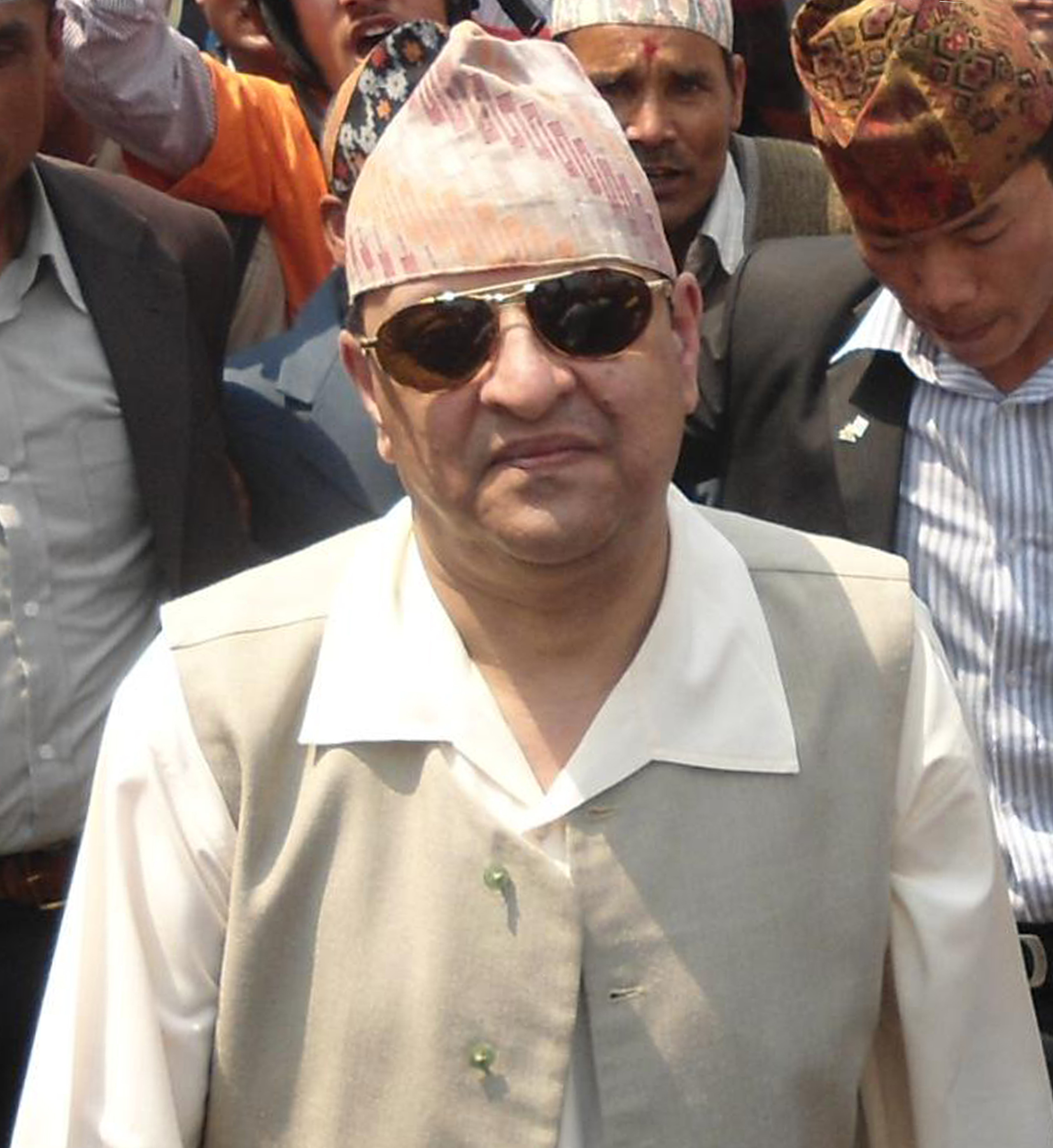
Re Gyanendra, al potere dal 2001 al 2008

Nel 1990, in un clima di aperta rivolta, lo Jana Andolan 1990, ossia movimento popolare, portò  il re a dichiarare decaduto il vecchio sistema, e ad assumere il nuovo ruolo di sovrano costituzionale.
Nel decennio 1991-2001 vi fu una successione di governi di coalizione senza maggioranze sufficientemente forti, e generalmente senza un preciso indirizzo politico. Nel 1996, dopo un ultimatum al governo, iniziò l'attività della guerriglia maoista del Partito Comunista Maoista Nepalese. Dal 1996 al 2006, la guerra ha causato circa 13.000 morti. Secondo l'ONG Informal Sector Service Centre, l'85% delle uccisioni civili sono attribuibili ad azioni del governo.
Il 1º giugno 2001, secondo i resoconti ufficiali, il principe ereditario Dipendra compì una strage nel palazzo reale quale furiosa risposta al rifiuto dei suoi genitori di accettare la sposa da lui scelta. Dipendra uccise il re Birendra e la regina Aishwarya insieme a una decina di altri parenti, poi rivolse la medesima arma contro di sé e fece fuoco, ma non morì sul colpo. Nonostante fosse in coma era ancora il principe ereditario, e venne proclamato re sul letto dell'ospedale. Spirò pochi giorni dopo, e il 4 giugno 2001 fu insediato per la seconda volta (la prima fu dal novembre 1950 al gennaio 1951) lo zio Gyanendra, fratello di Birendra.
Il 1º febbraio 2005 Gyanendra ha destituito il governo guidato da Sher Bahadur Deuba, dichiarando lo Stato d'emergenza, assumendo su di sé il potere esecutivo e nominando un Consiglio dei ministri di sua fiducia.
Nella primavera del 2006 è scoppiata la seconda mobilitazione generale per la democrazia nella storia del paese (Loktantra Andolan, ossia movimento democratico, o Jana Andolan II). Centinaia di migliaia di nepalesi, tra cui gli studenti guidati dal loro leader Gagan Thapa, sono scesi in piazza per chiedere il ritorno alla democrazia. Il 21 aprile, dopo una settimana di ininterrotti cortei di massa, re Gyanendra ha rinunciato al potere assoluto, e ha invitato i sette partiti d'opposizione a designare un nuovo primo ministro. La scelta è caduta su Girija Prasad Koirala, che ha giurato il 30 aprile 2006. Lo stesso giorno si è riunito il Parlamento per la prima volta dal 2002, approvando all'unanimità la proposta di Koirala per l'elezione di un'Assemblea Costituente.
I maoisti, di fatto vincitori della guerra civile contro la monarchia, sono così entrati in Parlamento, iniziando un percorso di disarmo (che però non è stato accettato da una frangia scissionista, che intende lottare a favore dell'indipendenza del Nepal meridionale).
Nel gennaio 2007 sono giunti i primi tra i 150 funzionari dell'ONU (soldati o ex militari) che hanno il compito di verificare il disarmo dei maoisti. Il processo di pace pare proseguire lentamente ma senza violenze.

## La Repubblica del Nepal

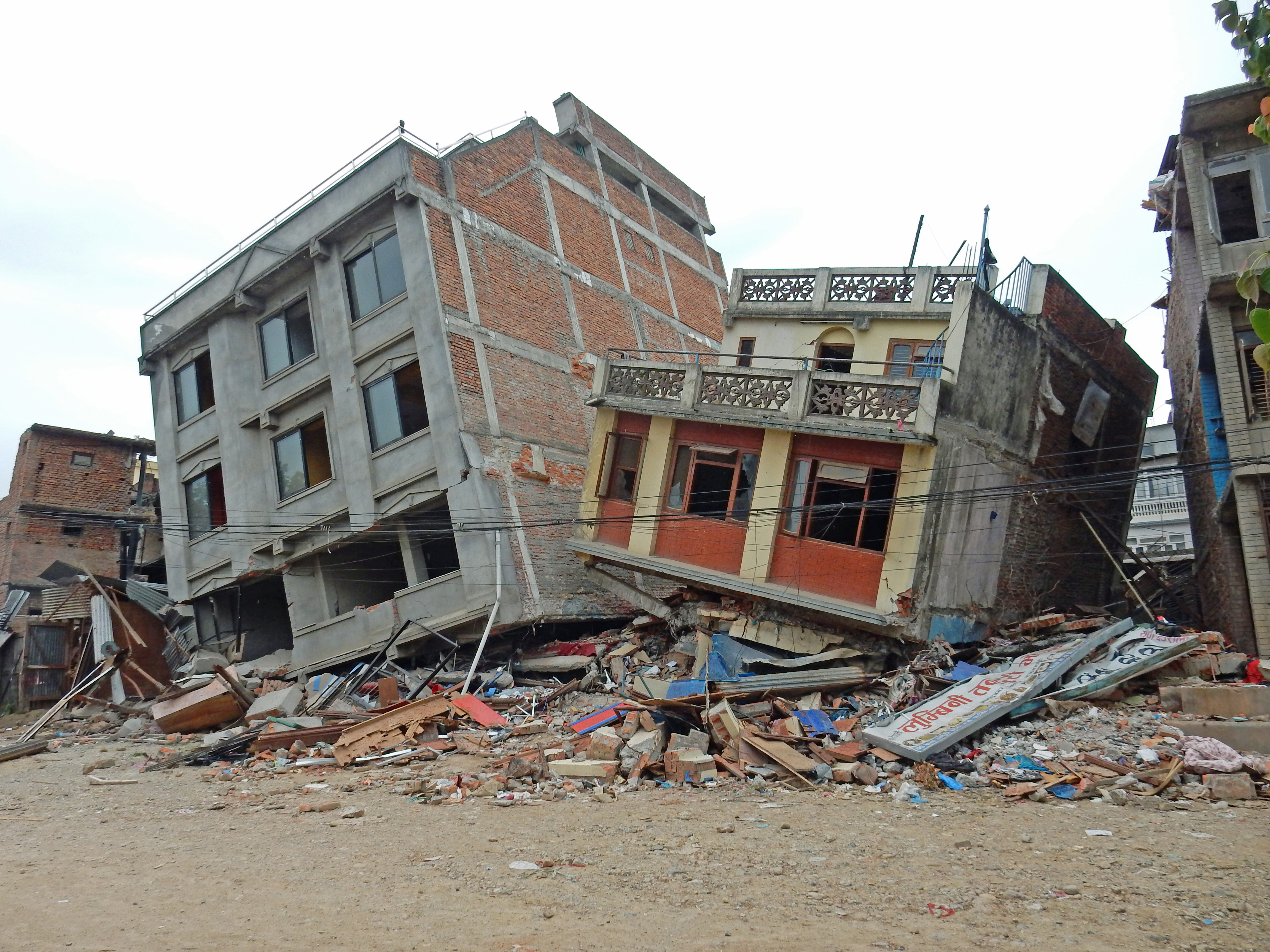
I danni del terremoto del 25 aprile 2015

Il 24 dicembre 2007 sette partiti, compresi gli ex-ribelli maoisti e i partiti di governo si sono accordati sull'abolizione della monarchia e il 28 dicembre 2007 è stata approvata la transizione in Repubblica democratica parlamentare e federale.
Le prime elezioni dopo nove anni sono avvenute il 10 aprile 2008 sancendo, con 220 seggi su 601, la netta vittoria del partito maoista. Il 28 maggio 2008 è stata proclamata la Repubblica. L'ultimo re del Nepal Gyanendra è diventato un semplice cittadino privato, mantenendo tuttavia alcune proprietà.
Il 25 aprile 2015 si è verificato un terremoto di magnitudo 7,8 che ha causato molte migliaia di vittime.
Il 20 settembre 2015 viene approvata, dopo anni di discussione,  la nuova costituzione del Nepal. La sua approvazione apporta diverse novità al paese tra cui l'estensione di diversi diritti, ma alcune minoranze ai confini con l'India si considerano escluse e per questa ragione hanno decretato una serie di forti proteste.
Il 28 ottobre 2015 il Parlamento elegge come secondo Presidente del Nepal una donna, Bidhya Devi Bhandari, che ha avuto un importante ruolo nella scrittura della nuova carta costituzionale ed in particolare nello stabilire in costituzione delle garanzie per le donne.
Le proteste dei Madhesi, etnia al confine con l'India, nei confronti della nuova Costituzione repubblicana, hanno determinato l'insorgere di un blocco economico tra l'India e il Nepal. Il blocco al confine ha impedito la libera circolazione delle merci e quindi una vera e propria crisi umanitaria per l'assenza dei generi di prima necessità. Il blocco nasce dalla volontà indiana di mantenere un'influenza sul paese.
Nel marzo 2016 il Primo ministro nepalese Khadga Prasad Sharma Oli si è recato in visita ufficiale in Cina stringendo una serie di accordi bilaterali. Questa visita segna un cambiamento politico per il paese che sceglie così di allontanarsi dall'influenza indiana per passare sotto quella cinese.
Il 9 marzo 2025 circa 10 mila persone, radunatesi nei pressi del Tribhuvan Airport di Kathmandu si sono trovate ad accogliere l'ex re Gyanendra, invocando il suo ritorno sul trono. Nelle settimane successive la capitale è stata scossa da scontri tra i sostenitori della restaurazione della monarchia nepalese e la polizia, culminate il 28 marzo 2025 con due morti e 41 feriti. I monarchici hanno accusato i principali partiti politici e il governo repubblicano (soprattutto i maoisti) di aver deluso il popolo nepalese, invocando il ritorno di Gyanendra con una monarchia costituzionale e la reintroduzione dell'induismo come religione di Stato.